# John Doyle
John Doyle es un baterista inglés, quien se desempeñó tocando en distintas bandas New Wave y solistas. Entre estas bandas está Magazine, así como The Armoury Show.

## Biografía
Nacido en Mánchester, Inglaterra, en 1959, su primera conexión con la música fue a los 6 años, cuando tomó clases de piano, en los cuales no era bueno, dejándolo. Durante el colegio, forma su primera banda. Luego, se integra a una banda de pub rock de Mánchester, Idiot Rouge.
Mientras Idiot Rouge tocaba su último concierto, en la Politécnica de Mánchester, John McGeoch, quien estaba asistiendo allí, le solicitó audición para su banda, Magazine. Doyle dejó su trabajo en una oficina cerca de una piscina en Elephant and Castle, Gran Londres, comenzando a integrar la banda, debutando en ella en concierto en Múnich, para completar la gira europea para promocionar el primer álbum de Magazine, Real Life. Con él la banda grabó y realizó los sencillos y álbumes siguientes, hasta 1981, cuando se separa. Por ese tiempo, Doyle colaboró con Armande Atti y Akira Mitake.
En 1983, formó The Armoury Show, junto con McGeoch y los ex-Skids Richard Jobson y Russell Webb, que fracasó comercialmente. Dejó la banda en 1986 para colaborar con Pete Shelley, hasta 1987. Por ese tiempo, también colaboró en percusión en el álbum debut solista de su excompañero de Magazine, Barry Adamson, lanzado en 1988.
Después de su gira con Shelley en 1987, comenzó a trabajar en una agencia de publicidad como artworker.

## Discografía
- Secondhand Daylight (1979)
- The Correct Use Of Soap (1980)
- Play (1980)
- Magic, Murder And The Weather (1981)
- Waiting For The Floods (1985)
- Moss Side Story (1988)